# Il tesoro di Vera Cruz
Il tesoro di Vera Cruz (The Big Steal) è un film del 1949 diretto da Don Siegel.
Il film, il cui soggetto è tratto dal breve racconto The Road to Carmichael's di Richard Wormser, ha tutti gli elementi classici del noir, ma ha un tono ironico che a tratti lambisce il territorio della commedia.

## Trama
Il tenente Douglas Anderson, ufficiale addetto alle paghe, è ingiustamente accusato di aver sottratto 1.000.000 di dollari al proprio reggimento. Per recuperare il denaro e l'onore, parte per il Messico all'inseguimento di Jim Fisher, vero autore del furto. Sulle tracce di quest'ultimo, arriva a Veracruz, dove si imbatte nell'affascinante Joan Graham, la donna di Fisher, anche lei vittima del truffatore che l'ha abbandonata dopo averle rubato 2000 dollari.
Anderson deve intanto guardarsi alle spalle perché pedinato da un suo superiore, il corpulento capitano Blake, incline all'omicidio. Così, sulle strade interne del Messico, si consuma un lungo inseguimento con Fisher che cerca di sfuggire ad Anderson e alla Graham, a loro volta inseguiti dal capitano Blake. Tutto questo insospettisce l'ispettore messicano Ortega, che comunque osserva senza intervenire, conscio che i "pesci piccoli" lo porteranno fino al covo del grande ricettatore Seton, ricercato da tempo.
Infatti Fisher raggiunge Seton che, per il suo milione da "ripulire" gli offre 400.000 dollari. Catturati i due inseguitori, giunge anche il capitano Blake e si scopre che questi era il vero autore della macchinazione e che ora deve solo sistemare le cose per far ricadere le colpe definitivamente su Anderson e fuggire col malloppo. Fisher dice di voler salvare la ragazza per portarla con sé, mentre Blake vorrebbe sbarazzarsi di entrambi. Tra i due è rottura e Blake risolve sbrigativamente la cosa uccidendo il socio. Quindi chiama la polizia per consegnare Anderson... dato già per morto. A questo punto però Seton, temendo che Blake possa uccidere anche lui, gli punta una pistola addosso. Grazie alla destrezza e al coraggio della Graham, Anderson riesce poi a immobilizzare Blake e ad assicurare lui e Seton alla polizia messicana.
L'impresa, a tratti insperata, suggella l'unione tra il duro Anderson e la schiva Graham, che possono tornare negli Stati Uniti insieme.

## Produzione

### Cast
Dopo quindici anni al servizio della Warner, il regista Siegel viene convocato da Howard Hughes per allestire in gran fretta un crime film allo scopo di convincere i giudici che la detenzione del protagonista Robert Mitchum, in prigione per detenzione di marijuana, avrebbe provocato un grave danno economico alla produzione e alle maestranze. Se si osservano paesaggio e alberi nelle sequenze di inseguimento tra Mitchum e Bendix, si nota che le inquadrature non sono sincroniche: sono infatti sfasate di tre mesi dal momento che il protagonista, a inizio riprese, si trovava ancora in galera.
In questo film si ricostituisce la coppia Mitchum-Greer, già protagonista due anni prima di Le catene della colpa, fortunato noir di Jacques Tourneur.

## Distribuzione

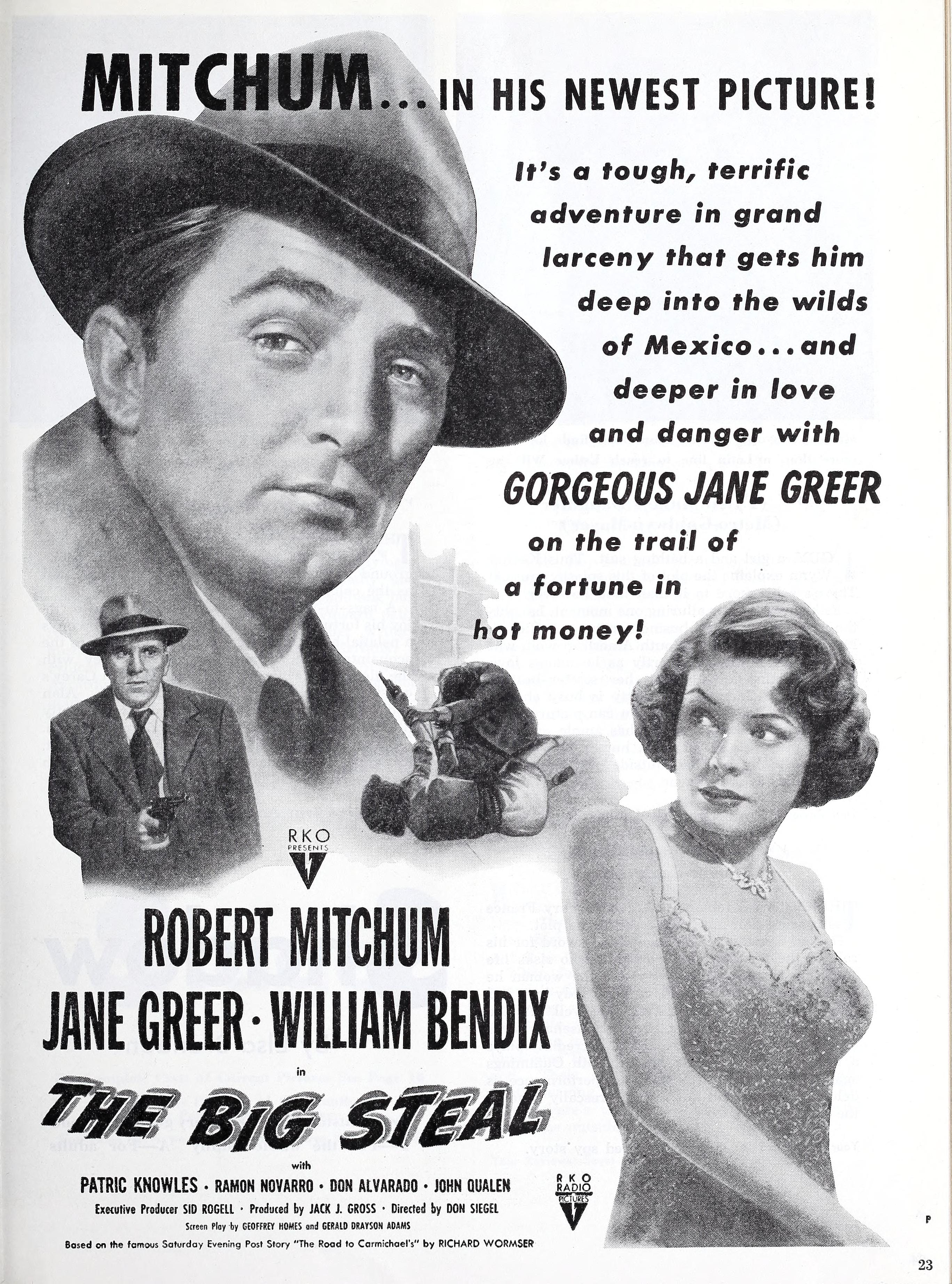
Pubblicità del film sulla rivista Photoplay (luglio 1949)

### Versione italiana
La versione in lingua italiana presenta alcune differenze rispetto all'originale. Già il titolo, in originale The Big Steal, vale a dire "Il grande furto" è reso con Il tesoro di Vera Cruz che sembra alludere ad una grande somma di denaro attribuibile in qualche misura alla città di Veracruz, o all'omonimo stato messicano in cui la stessa si trova. In realtà, a parte che sia la città che lo stato avevano già all'epoca da tempo il nome di Veracruz e non più Vera Cruz (da notare che solo cinque anni più tardi verrà girato un western di grande successo intitolato Vera Cruz con riferimento alla stessa città, ma in questo caso ambientato un secolo prima), l'attribuzione del termine "tesoro" alla stessa, o allo stato nel quale la vicenda ha principalmente luogo, appare un po' grossolana.
La somma di denaro rubata, nell'originale è 300.000 dollari, non 1.000.000. Così la quota riconosciuta dal ricettatore, nell'originale la metà (150.000 $), nella versione italiana diventa curiosamente il 40% (400.000 $).
I nomi di alcuni dei protagonisti sono cambiati. Duke Halliday è diventato Douglas Anderson, Jim Fiske è diventato Jim Fisher.
Il film venne doppiato dalla O.D.I. di Carlo D'Angelo.

## Remake
Nel 1981 ne è stata distribuita una versione a colori.
Nel 1993 ne è stato girato un remake per la televisione statunitense, Il ladro, diretto da Jim McBride, con Rosanna Arquette, Kevin Anderson e John Lithgow.
È stato anche considerato un remake non ufficiale de La collana insanguinata (1948) di Robert Wise.